# Deb Lacusta
Deb Lacusta est une scénariste et actrice américaine, née en 1958 à Détroit au Michigan. Elle est principalement connue pour son travail avec son mari, Dan Castellaneta, sur la série télévisée Les Simpson.

## Filmographie

### Scénariste

#### Pourles Simpson
| Année | Titre                                     | Titre original                  | Saison | Épisode | Réalisateur                     |
| ----- | ----------------------------------------- | ------------------------------- | ------ | ------- | ------------------------------- |
| 2000  | Sobre Barney « Alcooliques Non Anonymes » | Days of Wine and D'oh'ses       | 11     | 18      | Neil Affleck                    |
| 2002  | Tout sur Homer                            | Gump Roast                      | 13     | 17      | Mark Kirkland                   |
| 2004  | Coup de poker                             | The Ziff Who Came to Dinner     | 15     | 14      | Nancy Kruse                     |
| 2006  | Notre Homer qui êtes un dieu              | Kiss Kiss, Bang Bangalore       | 17     | 17      | Mark Kirkland                   |
| 2010  | La Bataille de Noël                       | The Fight Before Christmas      | 22     | 8       | Bob Anderson, Matthew Schofield |
| 2011  | Le Songe d'un ennui d'été                 | A Midsummer's Nice Dream        | 22     | 16      | Steven Dean Moore               |
| 2011  | La Solution à 10 %                        | The Ten-Per-Cent Solution       | 23     | 8       | Michael Polcino                 |
| 2016  | Week-end dingue à La Havane               | Havana Wild Weekend             | 28     | 7       | Bob Anderson                    |
| 2018  | Autoroute pour le Paradis                 | My Way or the Highway to Heaven | 30     | 3       | Rob Oliver                      |

### Actrice
- 1987 : The Tracey Ullman Show : plusieurs personnages (1 épisode)
- 1995 : Forget Paris : l'infirmière
- 2002-2016 : Les Simpson : voix additionnelles et Isabella (3 épisodes)